# San Pedro (Paragvaj)
San Pedro je jedan od 17 okruga u Paragvaju. Središte okruga je u gradu San Pedru del Ycuamandiyú. 

## Zemljopis
Okrug se nalazi u središnjem dijelu Paragvaja. San Pedro se proteže na 20.002 km² te je četvrti po veličini paragvajski okrug.

## Stanovništvo
Prema podacima iz 2009. godine u okrugu živi 355.115 stanovnika dok je prosječna gustoća naseljenosti 17,75 stanovnika na km². 

## Administrativna podjela
Nakon osnivanja distrikta Liberación 24. lipnja 2011.okrug je podjeljen na dvadeset distrikta:
1. Antequera
2. Capiibary
3. Choré
4. General Elizardo Aquino
5. General Isidoro Resquín
6. Guayaibí
7. Itacurubí del Rosario
8. Liberación
9. Lima
10. Nueva Germania[3]
11. San Estanislao
12. San Pablo
13. San Pedro
14. Santa Rosa del Aguaray
15. Tacuatí
16. Unión
17. 25 de Diciembre (Paragvaj)
18. Villa del Rosario
19. Yataity del Norte
20. Yrybucuá